# Gerhardt Csejka
Gerhardt Csejka (n. 11 aprilie 1945, Zăbrani, România – d. 25 noiembrie 2022) a fost un traducător, publicist, critic literar și scriitor de limba germană, originar din România.

## Viața
A studiat germanistica și romanistica la Timișoara. A devenit redactor la publicația literară de limba germană Neue Literatur din România. Fiind un excelent cunoscător al literaturii române, a realizat multe traduceri și din scriitori basarabeni. În toamna anului 1975, ca represalii la faptul că a fost mentor al celor din Grupul de Acțiune Banat, Gerhardt Csejka, împreună cu Gerhard Ortinau, William Totok și Richard Wagner, au fost arestați sub pretextul intenției de a trece ilegal frontiera pentru a părăsi România.
Două evenimente au concurat la hotărârea sa de a emigra: 
- În 1984 s-a adoptat o lege prin care trebuia declarată orice întâlnire cu un străin venit în România. Redactorii de la "Neue Literatur", care aveau relațiii mai ales cu colegi din RDG, nu mai aveau voie să se întâlnească cu aceștia decât într-o sală special destinată de la Uniunea Scriitorilor, cu condiția să fie prezente și alte persoane.
- Ca susținător al autorilor din Aktionsgruppe Banat, numele său a fost trecut pe lista celor interziși la publicare. Prin urmare, a fost nevoit să publice traducerile sau cronicile sale sub pseudonim.

Din 1986 a trăit în Germania. În 1989 s-a stabilit la Frankfurt am Main, unde își continuă prodigioasa activitate de traducător. Între 1992 și 1999 a publicat, la Frankfurt am Main, o revistă, numită tot Neue Literatur, ca aceea condusă în țară, concepută ca un proiect european de traduceri din literatura Europei de est. Între autorii traduși, se numără și Mircea Eliade, Norman Manea, Daniel Vighi, Traian Pop Traian, Robert Șerban și Mircea Cărtărescu.
În perioada 1990 – 1992, Csejka a ținut cursuri de limbă și geografie română la Universitatea Johann-Wolfgang-Goethe din Frankfurt am Main și între 1993 și 2003 la Universitatea Johannes-Gutenberg din Mainz.

## Traduceri
- Der verbotene Wald Roman de Mircea Eliade, Frankfurt am Main, Insel Verlag, 1993, ISBN 978-3-458-16242-1
- Nostalgia de Mircea Cărtărescu, Berlin, Verlag Volk & Welt, 1997
- Selbstportrait in einer Streichholzflamme: Versuri de Gerhardt Csejka, Mircea Cărtărescu și Barbara Richter , Editura Deutscher Akad. Austauschdienst, 2001
- Fahrplan für die Sixties de Daniel Vighi, Viorel Marineasa, Nathalie Wolff și Gerhardt Csejka , Editura Akademie Schloss Solitude, 2003
- Ode an die freie Unternehmung (poezie Caius Dobrescu), Ottensheim an der Donau, Edition Thanhäuser, 2006
- Ode an die freie Unternehmung de Ludwig Hartinger, Caius Dobrescu, Christian Thanhäuser și Gerhardt Csejka , Editura Thanhäuser, 2006)
- Die Wissenden (titlu original: "Orbitor. Aripa Stângă".) de Mircea Cărtărescu, Editura Zsolnay, Austria, 2007,
- Oktober, acht Uhr, de Norman Manea, Editura Hanser, 2007
- Aus Akutagawas Notizblock. Proză de Akos Györffy, Lajos Adamik și Gerhardt Csejka, Editura Rimbaud, 2007
- Europa hat die Form meines Gehirns de Mircea Cărtărescu, Eva R. Wemme, Ernest Wichner și Gerhardt Csejka , Editura Akademie Schloss Solitude, 2007
- Der Roulettspieler de Mircea Cărtărescu
- ? (titlu original: Ilona și Imperiul) roman de Vitalie Ciobanu[6]
- Der Körper de Mircea Cărtărescu, Viena, Zsolnay 2011, tradus împreuna cu Ferdinand Leopold

## Premii
- Premiul pentru traducere pe anul 2008 al fundației pentru artă NRW (în valoare de 25.000 €), pentru traducerea în germană a cărții lui Mircea Cărtărescu Die Wissenden (titlu original: "Orbitor. Aripa Stângă"), Editura Zsolnay, Viena, 2007 [7]